# 五南文化
五南圖書出版股份有限公司（英語：Wu-Nan Book Inc.，簡稱五南圖書公司），是台灣的出版社，主要出版各學門教科書和工具書。

## 歷史
五南圖書出版公司始於由楊榮川於1966年在苗栗縣通霄鎮五南里創辦的「五南書廬」，當地也是楊榮川的家鄉。1995年在臺中市建立第一家門市。並負責中華民國政府出版品展售。
五南圖書出版公司本身以出版大學用書為主，目前擁有以公職考試及就業考試書籍出版為主的「考用出版社」、法學書籍出版為主的「新學林出版公司」、大眾科學普及書籍出版為主的「書泉出版社」、在美國成立的「五南科技有限公司」、人文教育書籍出版為主的「博雅書屋」、臺灣文史書籍出版為主的「台灣書房」、以及書籍銷售通路「五南文化廣場」。

## 門市
五南文化旗下有販賣五南出版品的五南文化廣場，亦有販售其它出版社的書籍。目前全台共有五家實體書店。
| 縣市   | 分店     | 地址                                           |
| 台中市 | 台中總店 | 臺中市西區臺灣大道二段85號                     |
| 台中市 | 嶺東書坊 | 臺中市南屯區嶺東路1號（嶺東科大內）            |
| 新北市 | 北大店   | 新北市三峽區大學路151號（台北大學商學大樓1樓） |
| 基隆市 | 海洋書坊 | 基隆市北寧路2號（海洋大學內）                  |
| 高雄市 | 高雄店   | 高雄市中山一路262號                            |

## 外部連結
- 五南圖書網站官網（页面存档备份，存于）
- 五南圖書FB-五南讀書趣的Facebook專頁
- 五南圖書出版的Instagram帳戶
- YouTube上的五南圖書出版 Wunan Books頻道
- 五南網路書店（页面存档备份，存于）
- 國家網路書店（页面存档备份，存于）
- 台灣公司資料
- 五南文化廣場 - 蝦皮購物 （页面存档备份，存于）
- 五南文化廣場的Facebook專頁